# L'Homme, l'Économie et l'État
L'Homme, l'Économie et l'État est un traité d'économie de Murray Rothbard publié en 1962. Véritable somme des principes économiques, il examine tous les sujets traditionnels de cette science : choix, échange, monnaie, consommation, production, distribution, cycles, organisation industrielle et politique économique. Il propose une discussion des grandes approches contemporaines et fournit une critique de fond de la modélisation en micro-économie et macro-économie.
Henry Hazlitt a décrit ce livre comme « le plus important traité général de principes d'économie depuis L'Action humaine de Ludwig von Mises en 1949. »